# Bunium fontanesii
Bunium fontanesii är en flockblommig växtart som först beskrevs av Christiaan Hendrik Persoon, och fick sitt nu gällande namn av René Charles Maire. Bunium fontanesii ingår i släktet jordkastanjer, och familjen flockblommiga växter. Inga underarter finns listade i Catalogue of Life.